# Rundblättriger Sonnentau
Der Rundblättrige Sonnentau (Drosera rotundifolia), auch Himmelstau, Herrgottslöffel, Himmelslöffelkraut, Spölkrut, Brunstkraut, Bullenkraut oder Widdertod genannt, ist eine fleischfressende Pflanze aus der Gattung Sonnentau (Drosera). Die Art ist wie alle in Deutschland vorkommenden Sonnentauarten durch die Bundesartenschutzverordnung geschützt.

## Beschreibung
Der Rundblättrige Sonnentau ist ein mehrjähriger krautiger Hemikryptophyt. Die Pflanze erscheint aus einer Winterknospe, dem so genannten Hibernakel, und bildet eine bodenständige Rosette. Nach der Blüte setzt bereits im frühen Herbst die Winterruhe der Pflanze ein, indem sie erneut eine Winterknospe bildet und ihre Blätter komplett einzieht. Das weniger auf Nährstoffversorgung als auf Verankerung ausgerichtete Wurzelsystem der Pflanze ist schwach ausgeprägt und reicht nur wenige Zentimeter tief.

### Blätter
In einer horizontal bis aufrecht stehenden Blattrosette werden an 1 bis 7 cm langen Blattstielen die gattungstypischen Fangblätter gebildet. Die Blätter sind rundlich, oft etwas breiter als lang, mit einem Durchmesser von 0,5 bis 1,8 cm und jeweils mit rund 200 haarfeinen rötlichen Tentakeln besetzt, die an ihrem Ende ein klebriges Sekret ausscheiden, das zum Fang von Insekten dient. Dabei sind die Tentakeln am Rand deutlich länger als in der Blattmitte. Es werden auch Schnelltentakel gebildet. Mit diesen Blättern fängt der Rundblättrige Sonnentau zumeist kleine Insekten wie zum Beispiel Mücken oder Fliegen, gelegentlich aber auch größere Insekten wie Schmetterlinge oder Libellen, letztere mittels mehrerer Blätter zugleich.

### Blüte

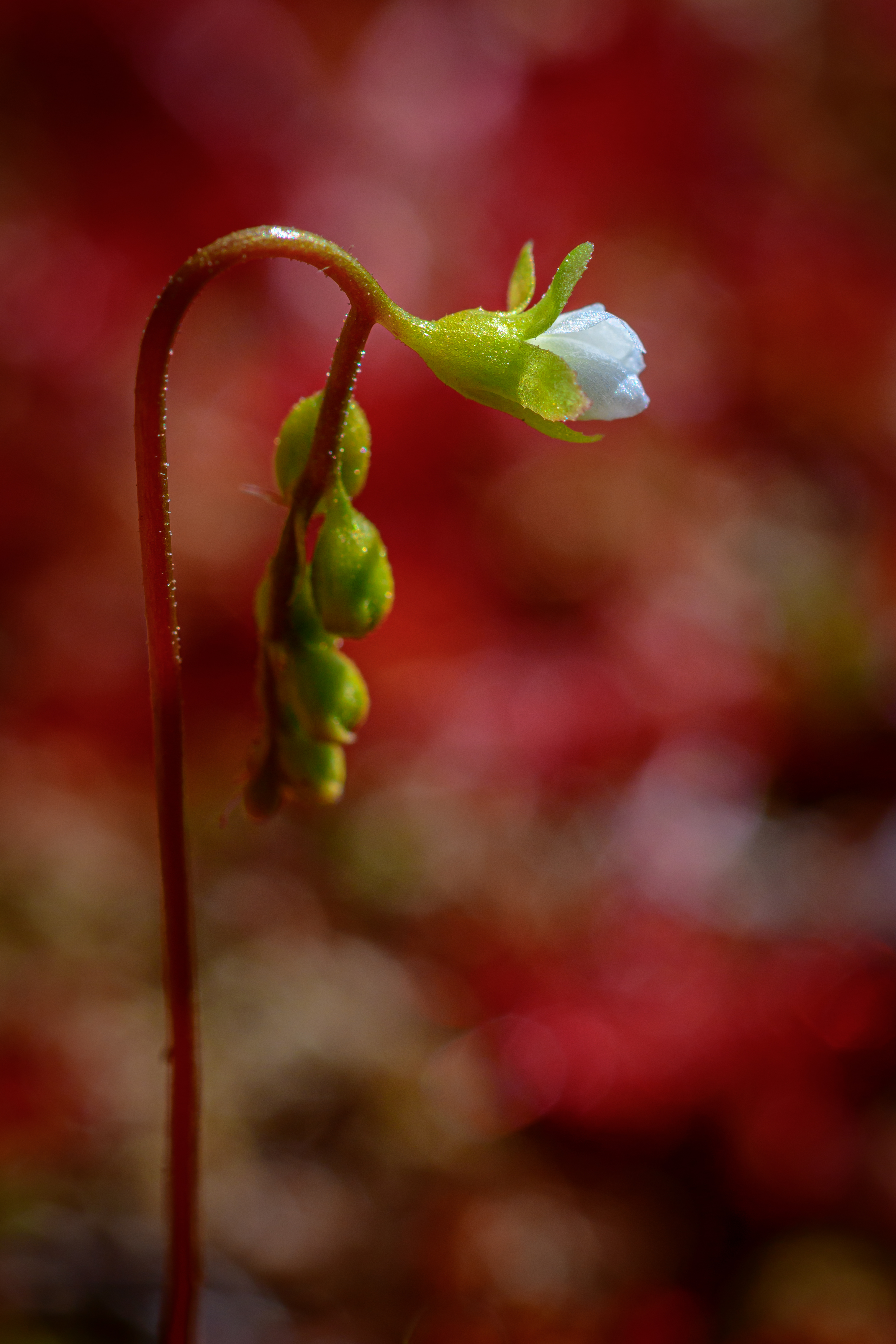
Blüte

Der Rundblättrige Sonnentau blüht von Juni bis August an ein bis zwei, bis zu 30 cm hohen, einseitigen Wickeln mit bis zu 25 weißen, knapp 1 cm großen, an 2 mm langen Blütenstielen sitzenden Blüten, die sich nur bei ausreichendem Sonnenschein öffnen. Die Blüten sind anfangs meist geschlossenblütig (kleistogam). Erst später werden normale Blüten ausgebildet, die meist nur morgens für kurze Zeit geöffnet sind. Ihr Pollen steht in Tetraden. Bestäuber sind kleine Zweiflügler. Die Kronblätter messen 5–6 mm, die Kelchblätter 4 mm. Die Tragblätter an der Basis der Blütenstiele (Brakteen) sind länglich und glatt, gelegentlich treten aber auch rundliche, bedrüste Fangblätter auf. Besonders ausgeprägt ist dies bei Populationen auf Korsika und Neuguinea.

### Frucht und Samen und Vermehrung

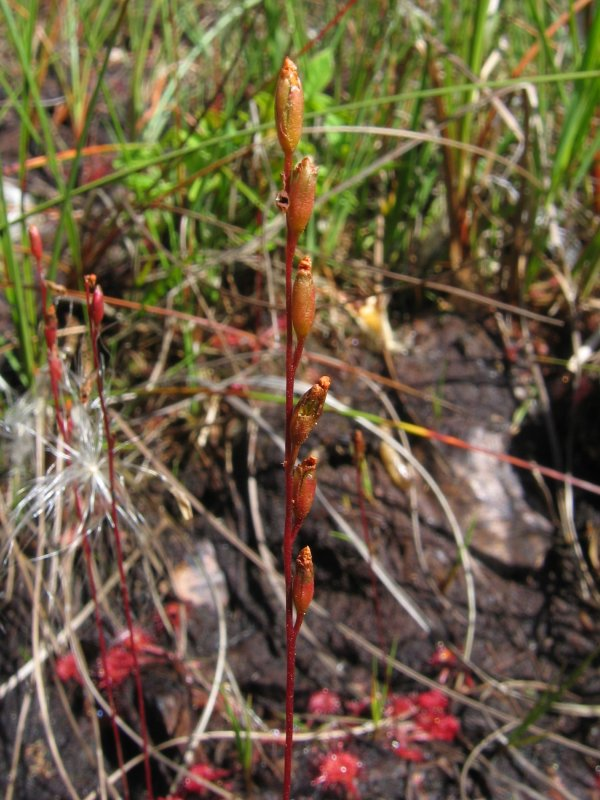
Fruchtstand

Fruchtreife ist von August bis Oktober. Die Früchte sind ungefurchte, fachspaltige Kapseln, die den Winter überdauern. 
Es werden oft durch Fremdbestäubung (Selbstbefruchtung ist aber möglich) große Mengen an etwa 1,5 mm langen, spindelförmigen, braun-schwarzen Samen produziert. Die winzigen, nur 0,02 mg schweren Samen haben kein Nährgewebe, einen reduzierten Keimling und eine aufgeblasene Samenschale. Außerdem sind die Samen Lichtkeimer und Frostkeimer. 
Die Samen haben nur ein geringes Ausbreitungspotential. Die Vegetative Vermehrung erfolgt durch Brutknospen an absterbenden Blättern im feuchten Moos (Blattembryonie).

### Chromosomenzahl
Die Chromosomenzahl beträgt 2n = 20.

## Ökologie
Es liegt Karnivorie vor. Der Tierfang dient vor allem der zusätzlichen Gewinnung von Stickstoffverbindungen auf nährsalzarmen Böden. Die Fangblätter sind am Rand mit lang gestielten, durch Proteine reizbaren Drüsenzotten, den sogenannten Tentakeln besetzt. Diese scheiden an ihrer Spitze einen zähflüssigen, glänzenden, duftenden Tropfen ab, der unter anderem Proteine spaltende Enzyme und Ameisensäure enthält. In der Blattmitte befinden sich kurzstielige Verdauungsdrüsen. Winzige Insekten, wie Mücken, werden von dem Fangschleim festgehalten. Nach etwa einer Stunde bewegen sich die gereizten Tentakeln durch eine Wachstumsbewegung zur Blattmitte. Schließlich beginnt sich nach etwa zwei Stunden das ganze Blatt einzukrümmen, so dass weitere Verdauungsdrüsen in Kontakt mit der Beute treten können. Nach etwa acht bis zwölf Stunden ist der Vorgang abgeschlossen. Nach mehreren Tagen ist die Verdauung beendet, und die Blattspreiten werden wieder flach. Nur der Chitinpanzer der Beute wird nicht verdaut.

## Verbreitung
Der Rundblättrige Sonnentau kommt fast überall auf der Nordhalbkugel vor, von Europa über Asien bis Nordamerika, selbst in Alaska, in Grönland, auf den Philippinen und in Neuguinea ist die Pflanze beheimatet. Die Pflanze bedarf vollsonniger Standorte auf nassen, nährstoffarmen und kalkfreien Böden mit einem pH-Wert zwischen neutralen 7 und sauren 3. Dementsprechend wächst sie in der Regel in Mooren oder Feuchtgebieten, wo sie sich in Torfmoosteppichen der Moorschlenken oder als Pionierpflanzen auf regelmäßig freigelegten Torf- und Tonböden finden. Der Rundblättrige Sonnentau ist eine Charakterart der Klasse Oxycoco-Sphagnetea und kommt besonders in Gesellschaften des Verbands Sphagnion magellanici, aber auch in denen der Klasse Scheuchzerio-Caricetea vor. In den Allgäuer Alpen steigt er im Vorarlberger Teil bei Unterkrumbach bis zu einer Höhenlage von 1600 Metern auf. Auf den Philippinen kommt er in der Provinz Bukidnon auf dem Mt. Limbawon bis 1880 m vor.
Bedingt durch die Trockenlegung von Moorgebieten sowie den Torfabbau schwindet der Lebensraum des Rundblättrigen Sonnentaus immer mehr.

## Systematik

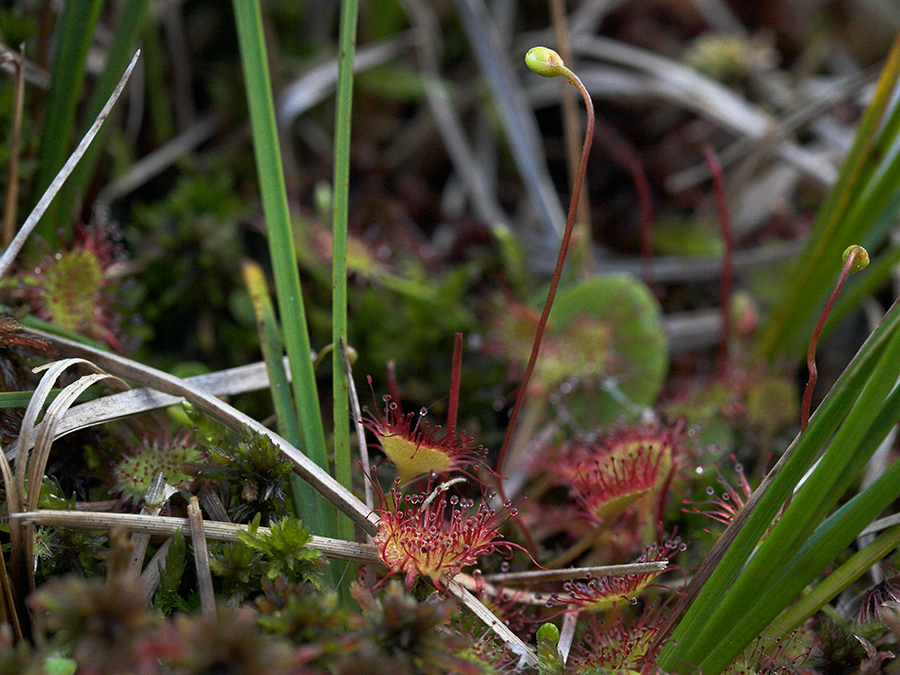
Einblütige Zwergform auf ca. 1800 m Höhe in Kärnten.

In Höhenlagen findet sich gelegentlich eine Zwergform mit kleineren Blättern und nur 1–3 Blüten (Drosera rotundifolia f. pygmaea Saelan ex Hjelt, Drosera rotundifolia var. gracilis Laest. ex Hulten). Es können zwei Unterarten unterschieden werden:
- Drosera rotundifolia subsp. bracteata J.Kern & Stern: Sie kommt im westlichen Neuguinea vor und zeichnet sich durch zu Fangblättern entwickelte Brakteen aus. Sie wird von Lowrie und A. Fleischm. nicht anerkannt.[8][3]
- Drosera rotundifolia subsp. rotundifolia: Sie kommt in den gemäßigten und subarktischen Zonen der Nordhalbkugel und auf Mindanao vor.[6]

Wo der rundblättrige Sonnentau gemeinsam mit Drosera anglica vorkommt, hybridisieren sie oftmals zu Drosera × obovata. Er hybridisiert auch mit Drosera intermedia zu Drosera × eloisiana. Beide Hybriden sind steril. Die Kreuzung mit Drosera linearis führte durch Polyploidie zur Entstehung der fruchtbaren Drosera anglica.

## Etymologie
Der botanische Name leitet sich wie der deutschsprachige von der Form der Blätter ab, das Epitheton rotundifolia bedeutet "rundblättrig".

## Trivialnamen
Für den Rundblättrigen Sonnentau bestehen bzw. bestanden auch die weiteren deutschsprachigen Trivialnamen: Brochkraut (Niederrhein), Bullkrut (Mecklenburg), Egelkraut (Entlibuch), Frickthau (Niederrhein), Gideon (Schwaben), Herrnlöffelkraut, Jungfernblüthe, Löffliekraut, Lopichcruit, Ohrlöffelkraut, Rosölikraut (Appenzell), Rossoli (Appenzell), Sindaw (Schlesien), Sonnenkraut, Sonnendau (Schlesien), Sonnenlöffel (Ostpreußen), Sonnentau, Spöölkrud (Ostfriesland), Widdertod, edler Wiederthon (Schlesien) und güldin Widerthon.

## Verwendung
Der Rundblättrige Sonnentau war als „lus-na-feàrnaich“ in den schottischen Highlands ein traditioneller Farbstoff für die Farbe Purpur.

## Forschungsgeschichte
1860 stieß Charles Darwin auf einer Heide in Sussex auf Vorkommen des Rundblättrigen Sonnentaus und war über die große Anzahl der gefangenen Insekten erstaunt. Darwin begann daraufhin, die Pflanze in Hinsicht auf eine mögliche Karnivorie näher zu untersuchen und führte über Jahre ausgiebige Versuchsreihen an ihr durch. Zwar war die Idee der Karnivorie von Pflanzen nicht neu, wurde aber von den Botanikern der Zeit einhellig abgelehnt.
Mit dem 1875 in Englisch und bereits im folgenden Jahr in Deutsch vorliegenden Werk Insectivorous Plants (Insectenfressende Pflanzen) bewies er die Existenz der Karnivorie für den Rundblättrigen Sonnentau und zugleich für zahlreiche weitere Gattungen und Arten. So durchbrach er das von Carl von Linné aufgestellte Dogma, dass die Karnivorie "wider die gottgewollte Ordnung der Natur" sei.
Der Rundblättrige Sonnentau wurde zur Blume des Jahres 1992 gewählt.